# Molophilus osterhas
Molophilus osterhas là một loài ruồi trong họ Limoniidae. Chúng phân bố ở miền Australasia.